# Assedio di Hluchiv
L'assedio di Hluchiv fu uno scontro combattuto tra esercito russo e polacco-lituano che ebbe luogo nel gennaio del 1664 nei pressi della cittadina di Hluchiv durante la guerra russo-polacca del 1654–1667.
L'esercito di re Giovanni II Casimiro, composto da 50 000 unità, cercò senza successo di assediare la guarnigione russo-ucraina di Hluchiv e si ritirò infine sotto pressione dell'armata russa guidata dal principe Grigorij Romodanovskij. L'assedio e la successiva ritirata fu una delle peggiori sconfitte nel corso dell'intero conflitto.

## Antefatto
Nel novembre del 1663 Giovanni II Casimiro e l'atamano della riva destra dell'Ucraina, Pavlo Teterja, iniziò un'offensiva sulla riva sinistra con un esercito di 130 000 uomini. Privo di forze sufficienti a bloccare l'offensiva, Grigorij Romodanovskij e Ivan Brjuchoveckij dovettero ritirarsi a Putyvl'. Quasi senza incontrare resistenza, l'esercito di Giovanni II Casimiro assediò quindi Hluchiv, difesa dai cosacchi di Kiev guidati dal polkovnik Vasilij Dvoreckij e dagli strelizzi russi di Avraam Lopuchin.

## La battaglia
Con l'aiuto dell'artiglieria e degli esplosivi, i polacchi tentarono di distruggere alcune parti di mura della fortezza. Giovanni Sobieski personalmente guidò le truppe durante l'attacco alla città. I polacchi penetrarono nell'abitato, ma caddero nella trappola loro tesa dai russi che riversarono sul loro pesanti colpi d'artiglieria e di moschetto. Con la perdita di quasi 4000 uomini e di 200 ufficiali, i polacchi vennero costretti a ritirarsi. Il duca Antoine III de Gramont, all'epoca ufficiale dell'esercito di Giovanni II Casimiro, riportò che la guarnigione russa mostrò coraggio ed eccellenti abilità d'artiglieria.
Otto giorni dopo il re ordinò di ripetere l'assalto. L'esercito polacco ancora una volta cercò di penetrare nella fortezza, ma il contrattacco della guarnigione costrinse gli attaccanti a fuggire. Il duca di Gramont descrisse l'assalto come migliore del precedente ed espresse persino degli apprezzamenti nei confronti del valore russo e delle capacità sul campo dell'esercito dello zar. L'esercito polacco subì pesanti perdite.
Nel frattempo, il principe Romodanovskij giunse a Hluchiv con un esercito di 45 000 tra soldati russi e cosacchi. Simultaneamente molte città della riva destra dell'Ucraina, che in precedenza si erano arrese senza combattere, si ribellarono ora all'occupazione polacca. La ribellione si diffuse un po' ovunque in Ucraina e Giovanni II Casimiro venne costretto a levare l'assedio.

## La ritirata polacca
Inseguito dalle forze russe, l'esercito polacco si ritirò a Novhorod-Sivers'kyj. Durante la ritirata, i polacchi giustiziarono Ivan Bohun, sospettato di aver fatto da spia per importanti informazioni alla guarnigione di Hluchiv.
Le difese di Hluchiv misero in crisi il piano dei polacchi in Ucraina. Negli anni successivi, la Polonia venne interessata da dissesti interni (rokosz di Lubomirski) e pertanto le lotte attive sul fronte russo-polacco si conclusero. Infine, il trattato di Andrusovo venne siglato nel 1667, ponendo formalmente fine ai conflitti armati tra i due paesi.